# 黑里河镇
黑里河镇，是中华人民共和国内蒙古自治区赤峰市宁城县下辖的一个乡镇级行政单位。

## 行政区划
黑里河镇下辖以下地区：
大营子村、下拐村、八沟道村、上拐村、南毛扎子村、北毛扎子村、山神庙村、三道河子村、四道沟村、兴家营子村、二道梁村、西泉村、打鹿沟门村、东打鹿沟门村、西打鹿沟门村、乌梁苏村、长青村、盆底沟村、范杖子村、西沟村、打虎石村和朝阳沟村。